# Slunko
Slunko byl hanácký umělecký spolek založený roku 1936.

## Historie
Spolek vznikl na prvním hanáckém sjezdu umělců (označován také jako první československý všeumělecký sjezd) konaném ve dnech 15. a 16. srpna 1936 v olomouckém Skautském domě. Spolek ve změněné podobě převzal požadavky a cíle předešlé skupiny Úsvit a jeho předsedou byl básník a novinář Mojmír Hanuš. Dne 6. září 1936 se konala první pracovní schůze spolku s cílem pracovat na almanachu a 29. března 1937 uspořádal spolek druhou schůzi ve Skautském domě, kde se rozhodl pracovat pro rozhlas, moravskoslezský film a celkově oživit uměleckou činnost na Hané. Tato aktivita navazovala na snahu o vlastní severomoravské rádio. Dne 30. prosince 1937 spolek uspořádal v hotelu Palace První večer hanáckých autorů v Olomouci. Spolek vydal první publikaci s tvorbou svých členů 2. února 1941.

### Členové
Členy spolku byli mimo jiné:
- Mojmír Hanuš, Holice – básník a novinář
- Bohumil Čížek – malíř[9]
- Vladimír Grohmann z Bohuňovic – básník[8]
- Lubomír Tejček z Olomouce – básník[8][10]
- Vlastimír Vrána z Olomouce – básník[8]
- Miloš Dočkal z Bělkovic – básník[8]